# 屏風岳 (上川町)
屏風岳（びょうぶだけ）は、北海道の上川郡上川町にある標高1,792.7mの山である。山頂には二等三角点「仁勢茶呂」が設置されている。

## 概要
石狩山地を構成する北大雪の山で、主稜線から南西に逸れた場所に位置し、大雪山の方からは屏風岳の端麗な山容を望むことができる。
山名は1918年に小泉秀雄が山容から名付けたものである。小泉秀雄氏は屏風岳の他に大雪山の多くの峰に山名を付けている。

## 登山
登山道はないため残雪期に登られることが多い。主なルートとしては、残雪期は大函から尾根を歩いて山頂へ至る。無雪期はニセイチャロマップ第一川を遡上して山頂へ至る。